# شعسان
شعسان قرية تابعه لمديرية سنحان. تقع مديرية سنحان في جنوب شرق العاصمة صنعاء ومتصلة بها. تحدها شمالاً العاصمة صنعاء وجنوباً مديرية بلاد الروس وشرقاً مديرية بني بهلول وغرباً مديرية بني مطر.
تشتمل مديرية سنحان على كثير من القرى منها حزيز، ودبر، ودار عمر، ودار سلم «وريمة حميد» وبيت الأحمر وبيت حاضر وسامك، ومن قراها سَّيان و (شعسان) وضبوة وبيت نمير ومقولة والتخراف والمحاقرة وعمد، وبيت الشاطبي ونعض ومسعود والألجام والجيرف وضبر خيرة وهجرة قروان وبير الهذيل والجردا وذراح والضبعات والتخراف.
يذكر النسابة أن سنحان سميت بهذا الاسم، نسبة إلى سنحان من ولد صُدا، وهو «يزيد بن الحارث بن كعب بن عُلة بن جلد بن مالك» وهو «مذحج بن أدد بن زيد بن يشجب» وهو «عمرو بن عريب بن زيد بن كهلان».
من أشهر جبالها جبل كنن يقع ما بين سنحان وخولان العالية، وكذلك جبل الخطفة المطل على قرية التخراف وجبل رهم وجبال حدَّين.
أشهر أوديتها: تشتهر هذه المديرية بالعديد من الأودية والروافد، أهمها وادي قروى ووادي سيَّان ووادي مقولة ووادي خدار ووعلان ووادي سامك ووادي مرحب ووادي هروب ووادي حبابض ووادي يكلى ووادي الشرب ووادي عرقب ـ فالشرب وعرقب الحد ما بين ذي جرة وعنس ـ، ويحدها من ناحية القحف «الحدا بن نمرة» ومن ناحية يكلى جبرة، وهي الحد الفاصل بينها وبين عنس وأودية عنس، وقد يختلط بينهما بوسان والأهجر بالشرب وعرقب، ويصب واديي سَّيان وسامك إلى فرش آنس جنوب سنحان، أما أودية سنحان الشمالية فتصب إلى صنعاء فوادي الخارد في الجوف.
أراضي سنحان أراضٍ زراعية خصبة، تزرع فيها معظم الخضروات والفواكه، ومن أهم الفواكه التي تزرع فيها: التين والعنب والرمان والمشمش والفرسك وغيرها من المحاصيل الحقلية.